# 월남에서 돌아온 김상사
《월남에서 돌아온 김상사》는 1971년 공개된 대한민국의 영화이다.

## 배역
- 신영균
- 윤정희
- 박노식
- 문주
- 이대엽
- 강부자
- 김희라
- 김창숙
- 고은아
- 임지운
- 배수일
- 정민
- 한은진
- 김칠성
- 최삼
- 박미영
- 손전
- 지계순
- 최성관
- 김기범
- 최무웅
- 강계식
- 박예숙